# Clément-Auguste Droste zu Vischering
Pour les articles homonymes, voir Droste.
Clément-Auguste Droste zu Vischering (en allemand : Clemens August Freiherr Droste zu Vischering), parfois en français Clément-Auguste de Droste-Vischering, né le 22 janvier 1773 à Vorhelm près d'Ahlen et mort le 19 octobre 1845 à Münster, fut archevêque de Cologne de 1835 à 1845 et à l'origine d'une affaire qui l'opposa au royaume de Prusse, provoquant le réveil du catholicisme rhénan au XIXe siècle.

## Origines familiales et éducation

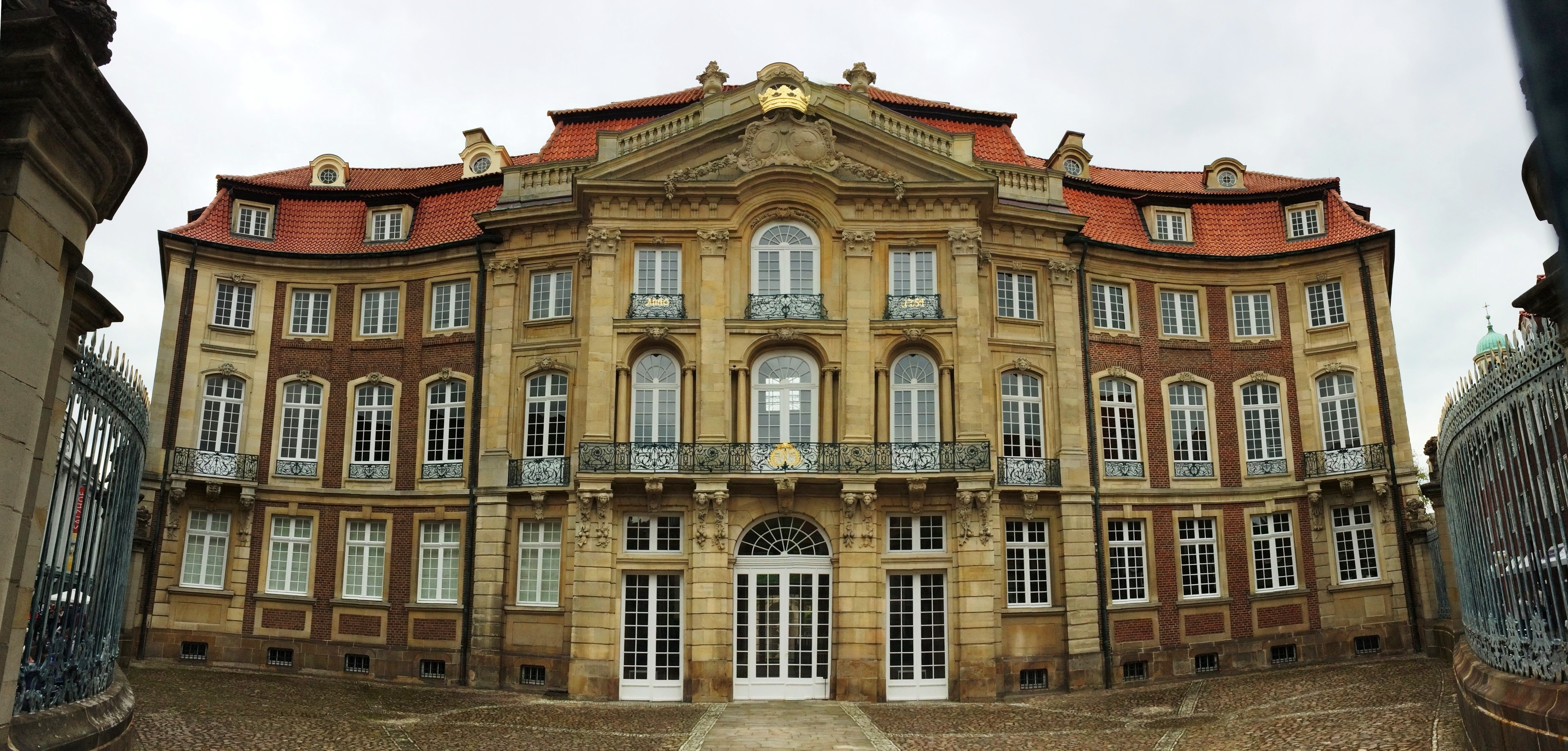
Ancien palais des Droste su Vischering à Münster

Les Droste zu Vischering sont une famille de la noblesse immémoriale de Westphalie, à l'époque foyer du catholicisme dans l'Allemagne du Nord. C'est la Bretagne catholique, écrivait Montalembert à Lamenais en 1834. Münster, sa capitale, après avoir été brièvement protestante, revient au catholicisme. Les barons de Droste-Vischering, issus d'un seigneur de Wulfheim, exerçaient depuis le XIIe siècle la charge de sénéchal (en allemand Truchses ou drossart, d'où le patronyme de  Droste) à la cour de l'évêque de Münster. Ils avaient un château fort à Vischering, près de Lüdinghausen. Ils habitent depuis le XVIIe siècle, en dehors de leurs séjours dans leur magnifique hôtel particulier de Münster, au château de Darfeld, château fort inconfortable à la campagne. Clément-Auguste est le troisième de cinq garçons (Maximilien-Gaspard (de) sera évêque de Münster, Franz-Otto (de), théologien, et Maximilien (de), administrateur de l'arrondissement de Brilon (de)) et deux filles. Son père, le baron Clément-Auguste-Marie Droste zu Vischering (de), est drossart héréditaire (Erbdrost) du prince-évêque de Münster et chrétien convaincu.
Les fils Droste-Vischering sont proches des enfants de la princesse Galitzine, née von Schmettau, revenue au catholicisme, après avoir fréquenté les philosophes dits des Lumières, et au centre du cercle intellectuel de Munster engagé dans les réformes pédagogiques du baron de Fürstenberg. La princesse reçoit aussi Goethe plusieurs fois. Ce cercle de Münster va marquer sa vocation toute sa vie. Clément-Auguste fait ses études à partir de 1789 à l'université de Munster, voyage en 1795 pour son Grand Tour en Suisse, en Allemagne et en Italie. Il est reçu en audience par Pie VI. Clément-Auguste est ordonné prêtre le 14 mai 1798 des mains mêmes de son frère Max-Gaspard devenu évêque suffragant de Munster depuis trois ans. Les bouleversements de l'Europe depuis la Révolution française et l'arrivée au pouvoir de Napoléon Bonaparte  vont changer à jamais la société.
La principauté de Münster est abolie en 1803 par le royaume de Prusse et ses biens sécularisés. La Prusse favorise le protestantisme et le libéralisme de certains membres du clergé. Après Iéna, Münster est incorporée peu de temps au grand-duché de Berg, puis au royaume de Westphalie encore allié de la France, et finalement annexée à l'Empire français...

## De 1811 à 1835
Münster faisant donc partie de la France, Napoléon convoque les évêques au concile national de France en 1811, Max-Gaspard de Droste-Vischering se signale en demandant la libération de Pie VII alors interné à Savone. Pendant ce temps son frère est vicaire général à Münster. Napoléon nomme en 1813 Mgr de Spiegel évêque de Münster dont l'institution canonique est refusée par Pie VII toujours à Savone. Mgr de Droste-Vischering se maintient à son poste avec succès, malgré l'hostilité du nouvel évêque non canonique. Il doit combattre aussi l'influence à l'université de Georg Hermes (1775-1831), théologien soutenant la position selon laquelle il n'est pas besoin pour croire du concours de la grâce divine, la foi étant la conséquence logique d'une démonstration rationnelle. Après Münster, Hermes est nommé en 1820 à Bonn d'où l' hermésianisme se propage dans la jeunesse cultivée enthousiaste. Rome ne condamne ce système apologétique qu'en 1835. Dès 1820, Clément-Auguste de Droste-Vischering interdit à ses clercs de s'inscrire à l'université de Bonn. En rétorsion, le gouvernement prussien, favorable à Hermes, ferme l'université de Münster pendant six mois.
La Bulle De salute animarum (1821) réorganise les diocèses de l'Église de Prusse et nomme l'ex-prince évêque de Corvey évêque de Munster, ce qui soulage Droste-Vischering qui peut mieux se consacrer à ses œuvres de charité (dont l'hôpital Clémentin de Münster, construit et fondé par lui) et en 1825, c'est son frère Max-Gaspard qui devient évêque de Münster. Ce dernier s'estimant peu doué en matière administrative, nomme son frère évêque coadjuteur  et évêque titulaire de Calama (de) en 1827. Celui ne se met pas en avant pendant les neuf ans de son auxiliariat, préférant la rédaction d'ouvrages ascétiques et l'installation et le suivi de congrégations dans le diocèse, dont les Sœurs de la Charité - dites clémentines - fondées par lui en 1808.

## Après 1835

### Situation de l'Église en Rhénanie

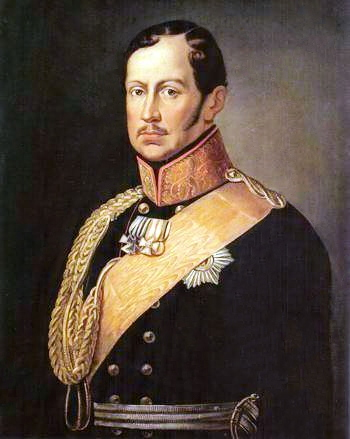
Frédéric-Guillaume III de Prusse

La conséquence de l'Empire français dans une Allemagne morcelée en plusieurs États souverains avait bouleversé l'organisation religieuse en sécularisant les biens de l'Église et fermant les couvents. Nombre de catholiques se trouvaient sous le pouvoir de princes luthériens (la plupart) ou calvinistes (les Hohenzollern). Rome avait réussi après la chute de Napoléon à conclure des accords avec les principaux États de la confédération germanique, mais certains souverains protestants, comme en Wurtemberg et en Bade persistaient à nommer les curés sans consulter les évêques qui n'osaient rien dire pour la majorité d'entre eux. Les fonctionnaires de Stuttgart interdisaient même la célébration de plus d'une messe en semaine dans les églises, ou bien recommandaient certaines réponses aux confesseurs. Mgr von Droste-Vischering avait, quant à lui, écrit plusieurs brochures défendant la liberté de l'Église, ce qui le classe déjà comme trop favorable à Rome, de la part du pouvoir civil. Le congrès de Vienne, en ayant donné les provinces rhénanes à la Prusse protestante et militariste, allait provoquer une certaine méfiance et même de l'hostilité des catholiques envers le pouvoir, même si Frédéric-Guillaume III avait promis de respecter leurs coutumes. Mais dans un second temps, le roi projette de les mettre au pas, comme cela avait été fait en fusionnant calvinistes et luthériens dans une Église évangélique luthérienne. Pour en finir avec les préjugés nuisibles qui se trouvent encore chez le bas peuple au sujet des divergences religieuses écrit-il, il oblige les soldats rhénans ou silésiens, catholiques donc, à assister à un office mensuel protestant et nomme systématiquement des fonctionnaires protestants pour administrer les provinces catholiques. C'est ainsi que va se poser la question des mariages inter-confessionnels.

### La question des mariages inter-confessionnels

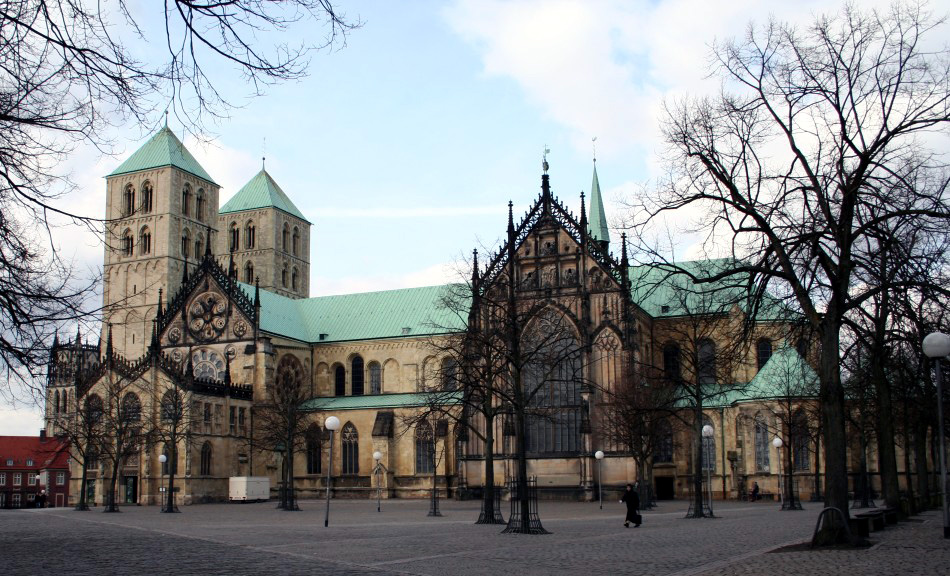
Vue de la cathédrale Saint-Paul de Münster

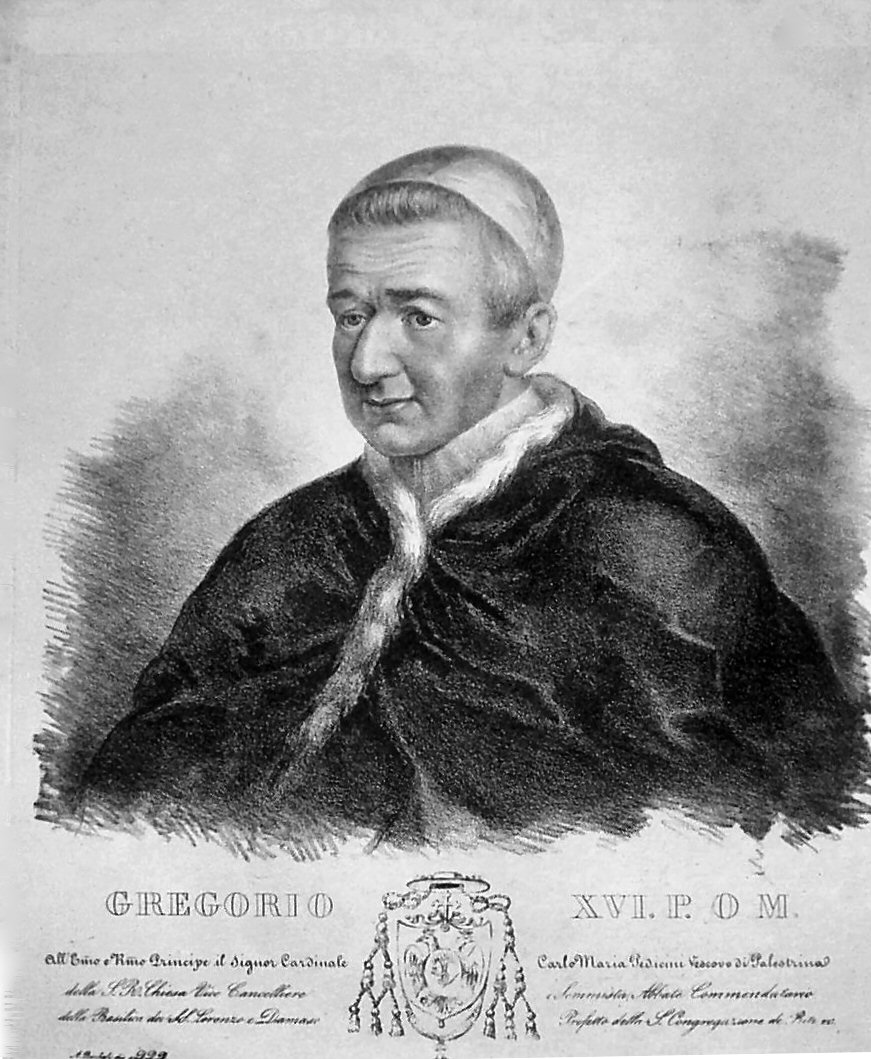
Lithographie de Grégoire XVI

Le gouvernement prussien avait édicté que la religion protestante prévaudrait pour les enfants en cas de mariage mixte. Ceci contredisait à l'avance la loi de l'Église qui n'accordait la présence du prêtre que si les fiancés prévoyaient d'élever leurs enfants dans la religion catholique. Pie VIII envoie donc un bref au roi le 25 mars 1830 rappelant aux prêtres leur obligation du Droit canon. Cependant il laisse une porte de sortie au souverain en accordant à certains fiancés la présence passive d'un prêtre, lorsque le mariage ne peut se faire dans les conditions voulues. L'administration berlinoise est tout de même déçue, aussi le roi tente d'obtenir des évêques rhénans, jugés dociles, ce qu'il n'a pu obtenir du pape.
L'archevêque de Cologne, principale métropole catholique de Prusse rhénane et de Prusse tout court, est depuis 1824 Mgr de Spiegel (l'ancien candidat de Napoléon à Munster). Il capitule en signant en 1834 une convention abandonnant la promesse des curés relative à l'éducation des enfants des mariages mixtes. Tous les évêques suffragants signent à leur tour. Le protestantisme prussien semble avoir gagné.
Mgr de Spiegel meurt quelques mois après la signature de la convention de Berlin. La Prusse est favorable à un candidat docile et le chapitre de Cologne, toujours obéissant, propose donc Mgr de Droste-Vischering. Celui-ci devenu âgé s'était consacré à des ouvrages pieux et l'on avait oublié ses brochures et son opposition à Hermes autrefois. Sa nomination est acceptée par Berlin qui voit ainsi l'occasion de se concilier la noblesse rhénane et la noblesse westphalienne catholiques déroutées par le favoritisme protestant du gouvernement. Il est élu par le chapitre le 1er décembre 1835, accepté par le pape le 1er février 1836, et intronisé par son frère le 29 mai suivant.
Clément-Auguste de Droste-Vischering se déplace peu dans son diocèse et vit retiré au palais épiscopal de la place Saint-Géréon. Le Bref de Grégoire XVI condamnant l'hermésianisme avait provoqué l'hostilité de certains professeurs et du directeur du séminaire de Bonn, Achterfeld, opposant de Droste-Vischering; ceci ravive le conflit et Mgr de Droste-Vischering exige des séminaristes une adhésion écrite aux thèses papales. Dans la foulée, le nouvel archevêque de Cologne dénonce la convention de Berlin de 1834, à la surprise du ministre des cultes (protestant et hégelien) Altenstein. Les échanges se poursuivent jusqu'en octobre 1837, lorsque Mgr de Droste-Vischering proteste de son désir de concorde et de son obéissance en matière civile au roi, mais non en matière religieuse. Il est arrêté le 20 novembre 1837 et envoyé à Minden, où il doit vivre en présence de policiers dans un petit appartement en ville, les visites ne lui étant permises que sur permission écrite d'un conseil de régence.
Cette arrestation et l'affaire de Cologne vont provoquer, à l'inverse de ce qui était souhaité le réveil du catholicisme rhénan. Le chapitre de Cologne écrit une lettre au pape Grégoire XVI pour discréditer leur archevêque, les curés sont divisés et aucun évêque ne prend la défense de Mgr de Droste-Vischering. Ce sont les laïcs et les congrégations à vocation caritative qui vont devenir les éléments les plus dynamiques. Le pape prend la défense de l'archevêque dans une allocution du 10 décembre 1837. Partout des manifestations de soutien ont lieu, souvent prétexte aussi à l'hostilité envers Berlin, comme à Coblence, Paderborn ou Münster. Les évêques de Münster et de Paderborn retirent leur engagement de suivre la convention de Berlin en 1838, suivis d'autres, comme l'évêque de Posen, Mgr de Dunin, emprisonné pour cela à la forteresse de Colberg.
Altenstein meurt le 14 mai 1840 et trois semaines plus tard Frédéric-Guilaume III. Le nouveau roi est plus conciliant. Un juriste de Bonn, Ferdinand Walter, propose une conciliation pour ménager les amours-propres. Droste-Vischering retrouverait la liberté, mais un coadjuteur administrerait en fait le diocèse. Le pape accepte. Le roi de Bavière recommande à son beau-frère la nomination comme coadjuteur de Mgr Geissel. Droste-Vischering est libéré le 22 avril 1839. Il fallut un certain temps pour qu'il acceptât authentiquement son coadjuteur…
Il vécut alors à Münster, où il publia De la paix entre l'Église et les États en 1843. Il se rendit à Rome en 1845 et tomba malade. Grégoire XVI vint en personne lui rendre visite. De retour à Munster, il expire le 19 octobre 1845. Il est inhumé dans le chœur de la cathédrale de Münster le 23 octobre suivant.
Le bienheureux Clemens August von Galen, futur évêque de Münster, et la bienheureuse Marie du Divin Cœur, étaient ses arrière-petits-neveux.